# پخشندگی جرمی

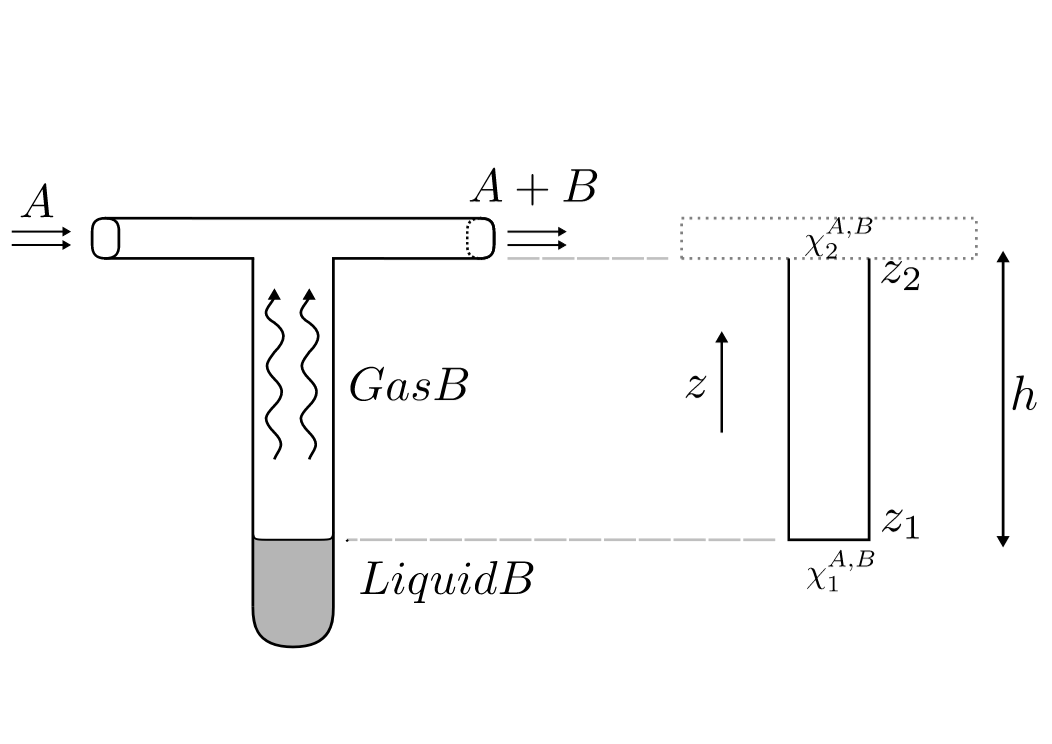
پخشندگی یا پخشندگی جرمی یا پخشایی جرمی

پخشندگی یا پخشندگی جرمی یا پخشایی جرمی یا انتشار جرم یا ضریب پخش یا ضریب نفوذ مقداری ثابت تناسب بین شار مولی ناشی از نفوذ مولکولی و گرادیان غلظت گونه (یا نیروی راه‌انداز برای پخش) است. پخشندگی در قانون فیک و بسیاری از معادلات شیمی فیزیک قابل مشاهده است.
پخشندگی اغلب به صورت جفتی برای یک سیستم چند گونه‌ای تجویز می‌شود. هر چه مقدار پخشندگی بیشتر باشد، مواد سریعتر در یکدیگر حل می‌شوند. معمولاً، ضریب پخش یک ترکیب در هوا صدهزار برابر آب است. کربن دی‌اکسید موجود در هوا دارای ضریب انتشار ۱۶ میلی مترمربع بر ثانیه است و ضریب انتشار آن در آب ۰٫۰۰۱۶ میلی مترمربع بر ثانیه می‌باشد.
سطح تماس (مترمربع یا سانتی‌مترمربع) تقسیم بر زمان در فرایند پخشندگی تاثیرگذارند.

## وابستگی ضریب پخش به دما

### مواد جامد
ضریب پخش جامدات در دماهای مختلف با معادله آرنیوس به خوبی پیش‌بینی می‌شود:{\displaystyle D=D_{0}\exp \left(-{\frac {E_{\text{A}}}{RT}}\right)}به ازای
- D ضریب پخش (بر حسب مترمربع بر ثانیه) است.
- D 0 حداکثر ضریب پخش (در دمای بی‌نهایت؛ بر حسب متر مربع بر ثانیه) است.
- E A انرژی فعال سازی برای انتشار (به J/mol) است.
- T دمای مطلق (بر حسب کلوینK) است.
- R ≈ ۸٫۳۱۴۴۶ J/(mol⋅K) ثابت گاز جهانی است.

### مایعات
تأثیر دما بر ضریب نفوذ مایعات را می‌توان به وسیله معادله استوکس-انیشتین به خوبی نشان داد. {\displaystyle {\frac {D_{T_{1}}}{D_{T_{2}}}}={\frac {T_{1}}{T_{2}}}{\frac {\mu _{T_{2}}}{\mu _{T_{1}}}},}به ازای
- D ضریب پخش،
- T1و T2 دماهای مطلق متناظر هستند،
- μ گران‌روی دینامیکی حلال است.

### گازها
تأثیر دما بر ضریب پخش گازها را می‌توان به وسیله نظریه چاپمن-انسکوگ بیان کرد (مقدار داده شده به‌طور متوسط تا حدود هشت درصد دقیق است): {\displaystyle D={\frac {AT^{\frac {3}{2}}}{p\sigma _{12}^{2}\Omega }}{\sqrt {{\frac {1}{M_{1}}}+{\frac {1}{M_{2}}}}},}به ازای
- D ضریب انتشار است (سانتی مترمربع بر ثانیه)،
- A یک ضریب تجربی برابر است با {\textstyle 1.859\times 10^{-3}\mathrm {{\frac {atm\cdot \mathrm {\AA} ^{2}\cdot {cm}^{2}}{K^{3/2}\cdot s}}{\sqrt {\frac {g}{mol}}}} }
- ۱ و ۲ دو نوع مولکول موجود در مخلوط گازی را نشان می‌دهد.
- T دمای مطلق (کلوین) است،
- M جرم مولی است (گرم برمول)
- p فشار (اتمسفر) است.
- {\textstyle \sigma _{12}={\frac {1}{2}}(\sigma _{1}+\sigma _{2})} میانگین قطر برخورد است (مقادیر در جدول صفحه ۵۴۵ آمده‌است) (Å)،
- Ω یک دما وابسته به انتگرال برخورد. (مقادیر در جدول اما معمولاً از مرتبه ۱ هستند) (بدون بعد).

## وابستگی ضریب پخش به فشار
برای خودپخشی در گازها در دو فشار متفاوت (اما دمای یکسان)، معادله تجربی زیر پیشنهاد شده‌است: {\displaystyle {\frac {D_{P1}}{D_{P2}}}={\frac {\rho _{P2}}{\rho _{P1}}},}به ازای
- D ضریب پخش است،
- ρ چگالی جرم گاز است،
- P 1 و P 2 فشارهای متناظر هستند.

## دینامیک جمعیت: وابستگی ضریب پخش به سازگاری
در دینامیک جمعیت، حرکت، تغییر ضریب پخش در پاسخ به تغییر شرایط است. در مدل‌های حرکتی هدفمند، ضریب پخش به سازگاری (یا ضریب تکثیر) r بستگی دارد:{\displaystyle D=D_{0}e^{-\alpha r},}وقتی که {\displaystyle D_{0}} ثابت است و r به تراکم جمعیت و خصوصیات غیرزیستی شرایط زندگی بستگی دارد. این وابستگی رسمی سازی قانون ساده است: حیوانات در شرایط خوب بیشتر می‌مانند ولی اگر شرایط بد باشد محیط را سریع ار می‌کنند (مدل بگذار به اندازه کافی تنها باشم).

## نفوذ مؤثر در محیط متخلخل
ضریب پخش مؤثر، نفوذ از طریق فضای خالی محیط متخلخل را توصیف می‌کند. ماهیت آن ماکروسکوپیک است، زیرا منافذ منفرد نیستند و باید تمام فضای منافذ در نظر گرفت. ضریب پخش مؤثر برای انتقال از طریق منافذ، D e، به صورت زیر تخمین زده می‌شود:{\displaystyle D_{\text{e}}={\frac {D\varepsilon _{t}\delta }{\tau }},}به ازای
- D ضریب پخش در گاز یا مایعی است که که در منافذ نفوذ می‌کند.
- ε t تخلخل موجود برای حمل و نقل (بدون بعد) است.
- δ انقباض (بدون بعد) است،
- τ پیچ خوردگی (بدون بعد) است.

تخلخل قابل حمل برابر با تخلخل کل منافذی است که به دلیل اندازه آنها، در دسترس ذرات نفوذ کننده نیستند و همچنین وجود منافذ بن‌بست و کور کمتر (منافذ بدون اتصال به بقیه سیستم منافذ). انقباض، علت کم شدن سرعت نفوذ را با افزایش گران‌روی در منافذ باریک توصیف می‌کند و نتیجه آن نزدیکی بیشتر از متوسط به دیواره منافذ است. تابعی از قطر منافذ و اندازه ذرات درحال انتشار است.

## مقادیر نمونه
فشار گازها یک اتمسفر است، مواد جامد کاملاً در مایع حل‌شده‌اند: (s)–جامد؛ (l)-مایع؛ (g)-گاز؛ (dis)–حل‌نشده.
| جفت گونه     | جفت گونه  | درجه حرارت (درجه سانتیگراد) | D (cm2/s) |
| حل شونده     | حلال      | درجه حرارت (درجه سانتیگراد) | D (cm2/s) |
| ------------ | --------- | --------------------------- | --------- |
| آب (گاز)     | هوا (گاز) | ۲۵                          | ۰٫۲۶۰     |
| اکسیژن (گاز) | هوا (گاز) | ۲۵                          | ۰٫۱۷۶     |

| جفت گونه             | جفت گونه          | درجه حرارت (سانتیگراد) | D (سانتی متربع بر زمان) |
| حل‌شونده              | حلال              | درجه حرارت (سانتیگراد) | D (سانتی متربع بر زمان) |
| -------------------- | ----------------- | ---------------------- | ----------------------- |
| استون (dis)          | آب (مایع)         | ۲۵                     | ۱٫۱۶× 10-5              |
| هوا (dis)            | آب (مایع)         | ۲۵                     | ۲٫۰۰× 10-5              |
| آمونیاک (dis)        | آب (مایع)         | ۱۲                     | ۱٫۶۴× 10-5              |
| آرگون (dis)          | آب (مایع)         | ۲۵                     | ۲٫۰۰× 10-5              |
| بنزن (dis)           | آب (مایع)         | ۲۵                     | ۱٫۰۲× 10-5              |
| برم (dis)            | آب (مایع)         | ۲۵                     | ۱٫۱۸× 10-5              |
| مونوکسید کربن (dis)  | آب (مایع)         | ۲۵                     | ۲٫۰۳× 10-5              |
| دی‌اکسید کربن (dis)   | آب (مایع)         | ۲۵                     | ۱٫۹۲× 10-5              |
| کلر (dis)            | آب (مایع)         | ۲۵                     | ۱٫۲۵× 10-5              |
| اتان (dis)           | آب (مایع)         | ۲۵                     | ۱٫۲۰× 10-5              |
| اتانول (dis)         | آب (مایع)         | ۲۵                     | ۰٫۸۴× 10-5              |
| اتیلن (dis)          | آب (مایع)         | ۲۵                     | ۱٫۸۷× 10-5              |
| هلیوم (dis)          | آب (مایع)         | ۲۵                     | ۶٫۲۸× 10-5              |
| هیدروژن (dis)        | آب (مایع)         | ۲۵                     | ۴٫۵۰× 10-5              |
| سولفید هیدروژن (dis) | آب (مایع)         | ۲۵                     | ۱٫۴۱× 10-5              |
| متان (dis)           | آب (مایع)         | ۲۵                     | ۱٫۴۹× 10-5              |
| متانول (dis)         | آب (مایع)         | ۲۵                     | ۰٫۸۴× 10-5              |
| نیتروژن (dis)        | آب (مایع)         | ۲۵                     | ۱٫۸۸× 10-5              |
| اکسید نیتریک (dis)   | آب (مایع)         | ۲۵                     | ۲٫۶۰× 10-5              |
| اکسیژن (dis)         | آب (مایع)         | ۲۵                     | ۲٫۱۰× 10-5              |
| پروپان (dis)         | آب (مایع)         | ۲۵                     | ۰٫۹۷× 10-5              |
| آب (مایع)            | استون (مایع)      | ۲۵                     | ۴٫۵۶× 10-5              |
| آب (مایع)            | اتیل الکل (مایع)  | ۲۵                     | ۱٫۲۴× 10-5              |
| آب (مایع)            | اتیل استات (مایع) | ۲۵                     | ۳٫۲۰× 10-5              |

| جفت گونه  | جفت گونه   | درجه حرارت {{سخ}} (درجه سانتیگراد) | D {{سخ}} (cm 2 /s) |
| حل شونده  | حلال       | درجه حرارت {{سخ}} (درجه سانتیگراد) | D {{سخ}} (cm 2 /s) |
| --------- | ---------- | ---------------------------------- | ------------------ |
| هیدروژن   | آهن (جامد) | ۱۰                                 | ۱٫۶۶× 10-9         |
| هیدروژن   | آهن (جامد) | ۱۰۰                                | ۱۲۴× 10-9          |
| آلومینیوم | مس (جامد)  | ۲۰                                 | ۱٫۳× 10-30         |